# Sydlig vitkindad gibbon
Sydlig vitkindad gibbon (Nomascus siki) är en primat i familjen gibboner som förekommer i Vietnam och Laos. Den listades tidigare som underart till nordlig vitkindad gibbon och godkänns nu oftast som självständig art.

## Utseende
Vid födelsen har ungdjur en ljusbrun till vitaktig päls. Efter några månader blir pälsen svart. När honor blir könsmogna får de åter den ljusbruna pälsfärgen förutom några svarta ställen på huvudet och vid skuldran. Hannar förblir svart. De får bara det vita skägget som gav arten sitt svenska trivialnamn. Vikten varierar mellan 7 och 10 kg och kroppslängden är liksom hos andra arter från samma släkte, alltså cirka 60 cm. En svans saknas.

## Utbredning och habitat
Sydlig vitkindad gibbon lever i centrala Vietnam och i angränsande regioner av Laos. Den vistas i låglandet och i medelhöga bergstrakter upp till 1800 meter över havet. Habitatet utgörs av städsegröna skogar, inland i områden med karstklippor.

## Ekologi
Ett monogamt föräldrapar och deras ungar bildar en liten flock. Varje morgon sjunger de vuxna djuren tillsammans för att visa sitt anspråk på reviret. Arten vistas nästan uteslutande i växtligheten och äter främst frukter som kompletteras med några blad, blommor och ryggradslösa djur. Övriga beteende borde motsvara andra gibboner.

## Hot och status
Denna gibbon jagas för köttets och vissa kroppsdelars skull som används i den traditionella asiatiska medicinen. Ibland fångas ungar för att hålla de som sällskapsdjur. Även skogens omvandling till jordbruksmark är ett hot. IUCN uppskattar att beståndet minskade med 50 procent under de gångna 45 åren (tre generationer) och listar arten som akut hotad (CR).